# Hilarión Osorio
Hilarión Osorio (ur. 21 października 1928, zm. w 1990) – piłkarz paragwajski, napastnik.
W latach 40. Osorio był piłkarzem klubu Sportivo Luqueño.
Jako piłkarz klubu Sportivo Luqueño był w kadrze reprezentacji podczas finałów mistrzostw świata w 1950 roku, gdzie Paragwaj odpadł w fazie grupowej. Osorio nie zagrał w żadnym meczu.
Wziął udział w turnieju Copa América 1956, gdzie Paragwaj zajął przedostatnie, piąte miejsce. Osorio zagrał tylko w bezbramkowym meczu z Brazylią, w którym zmienił go Máximo Rolón.